# 절체절명도시 3: 무너져가는 도시와 그녀의 노래
절체절명도시 3: 무너져가는 도시와 그녀의 노래(일본어: 絶体絶命都市3 -壊れゆく街と彼女の歌- 젯타이제쓰메토시3 고와레유쿠마치토카노조노우타[*])는 전작인 《절체절명도시 2: 얼어붙은 기억들》에 이어 2009년 4월 23일에 일본 아이렘사에서 발매한 플레이스테이션 포터블용 게임이다.

## 개요
설정은 전작 《절체절명도시 2: 얼어붙은 기억들》로부터 3개월 후인 2011년 3월. 전작에서는 집중호우로 인해 하천의 제방이 무너져 수몰되기 시작한 지하 도시·지오시티에서 탈출하는 것이 테마였지만, 본작은 대지진에 의해 재해를 입은, 바다에 떠있는 대도시· 센트럴 아일랜드에서 탈출하는 것이 테마이다. 다만 하드를 PSP로 옮긴 탓에 전작에 비해 스케일은 축소되었지만, 애드훅 모드를 사용한 멀티 플레이 모드가 추가되었다. 또한, 전작의 등장 인물 2명이 등장해 전작과 연결된 모습을 보이고 있다.
방재·위기 저널리스트 와타나베 미노루가 감수를 맡아 본작 내의 재해 씬·재해 매뉴얼을 다루었다.

## 게임 시스템
복수의 주인공이 다른 입장에서 같은 재해를 만나는 옴니버스 스토리로 전개된 전작과는 달리, 전전작과 마찬가지로 한 명의 주인공으로 끝까지 플레이하는 스토리로 돌아왔다. 주인공을 조작하고, 절체절명인 상황에서 살아 남는 것이 이 게임의 목적. 다만, 코우사카 나오키와 마키무라 리나 둘 중 하나를 선택하여 플레이하여야 한다. 이름변경은 가능하지만, 스토리의 내용은 다르지 않다.
전작에서 컨디션 유지가 관건이었다면 3에서는 체력과 스트레스를 배려하지 않으면 안 된다. 무대는 재해를 만난 대도시이며, 그곳에 여진이 덮쳐, 건물파편이 떨어져 내리거나 화재로 연기에 휩싸여 체력이 줄어든다. 또한 여진으로 넘어지거나 화재로 연기를 들이마시거나 보행하기 나쁜 곳을 걷거나 하면 불안·긴장·공포심을 느끼는 장면에서 스트레스가 증가, 체력의 상한선을 압박한다. 체력이 줄어 들면 시야가 나빠져 달릴 수 없게 되어, 마지막에는 게임이 끝난다. 체력을 회복하기 위해서는 〈물 등의 식료품 아이템을 사용하거나 벤치에서 쉬어, 체력회복 및 스트레스를 이완시켜준다.〉주인공은 거의 전체적으로 위기상황에 노출되어 있으므로, 아무생각없이 대충 플레이를 하면 주인공의 체력 및 스트레스가 바로 악화되기 때문에, 신중히 생각하는 한편 신속한 조작이 필요하다.
또한 주인공은 성격이 설정되어 있어 게임 내 행동과 선택사항에 따라 성격이 변해간다. 성격과 내용은 다음과 같다.
- 정열형 - 감정을 전면에 내세운 행동이나 그런 선택지를 많이 고르는 성격. 스트레스를 받기쉬운 반면, 아이템 등으로 스트레스를 풀기 용이하다.
- 냉정형 - 해프닝에 동요하지 않고, 냉정하게 사물을 생각하는 선택지를 많이 고르는 성격. 스트레스를 잘 받지 않는 한편, 아이템 등으로 쉽게 회복되지 않는다.
- 겁쟁이형 - 여러 가지 사태에 대비해 어떤 일에도 신중한 자세로 행동을 준비하거나 그런 선택지를 많이 고르는 성격. 매우 스트레스를 받기 쉬운 반면, 아이템의 회복 효과도 높다.

또한 2명의 히로인과 호감도가 설정되어 있어 선택사항이나 행동으로 호감도가 상승·하락, 벤치에서 쉴 때나 대화등에 그 영향이 나온다. 단, 전전작과 같은 루트 분기는 없다.

## 스토리
4월부터 센트럴 아일랜드의 대학에 다니게 된 코우사카 나오키 또는 마키무라 리나는 센트럴 아일랜드로 가는 고속버스에 타고 있었다. 버스가 센트럴 아일랜드의 섬으로 이어지는 해저 터널〈하루사키 라군 라인〉내를 주행 중 크게 흔들리며 버스가 쓰러지고, 그 충격으로 주인공은 정신을 잃는다. 잠시 후 정신을 차린 주인공은 차내의 상황에 경악, 우선 위험한 버스안에서 탈출을 시도한다.

## 주요 등장인물
코우사카 나오키
성우:토리우미 코스케
남자 주인공·마키무라 리나보다 체력면이나 경사면을 올라가는 속도는 우수하지만 스트레스면에서 영향을 쉽게 받는다.
이번 봄부터 센트럴 아일랜드에 있는 대학에 다니기 위해서 왔다. 그러나 섬으로 이어지는 해저 터널 안에서 지진을 겪게 된다.
마키무라 리나
성우:히로하시 료
여자 주인공. 남자 주인공·코우사카 나오키보다 체력면이나 경사면을 올라가는 속도는 뒤떨어지지만 스트레스면에서는 영향을 덜 받는다. 또한 코우사카보다 아이템이 어려운 장소에 배치되어 있다.
이번 봄부터 센트럴 아일랜드에 있는 대학에 다니기 위해서 왔다. 그러나 섬으로 이어지는 해저 터널 안에서 지진을 겪게 된다.
혼죠 사키
성우:나바타메 히토미
센트럴 아일랜드 시민병원의 젊은 여자 간호사. 뮤지션의 꿈을 포기하지 않고 간호사를 그만두고 섬에서 나오려던 차에 지진을 만나게된다. 히로인 중 한 명.
그 가성은 듣는 사람의 마음을 격려하며, 용기를 주고 스트레스를 완화시켜 준다. 예전에 활동하던 밴드 멤버 중 남자친구가 있었지만, 그가 밴드를 그만두는 것을 계기로 싸우고 헤어졌다. 그러나 그의 친구에게 부친의 공장을 물려받기 위해 그만두었다는 얘기를 듣고 과거의 자신이 유치했다고 반성한다.
하즈키 아야미
성우:코야마 키미코
지진에 휘말린 고교생. 점잖고 연약할 것 같은 인상의 소녀. 히로인 중 1명.
센트럴 아일랜드의 건설공사를 모리타 그룹으로부터 수주한 〈하즈키 건설〉의 사장인 하즈키 다이고의 외동딸.
실은 히카와의 여동생으로, 히카와와 관계된 일에는 판단력을 잃고 그를 쫓는다.
하즈키 다이고가 당시 하즈키 건설 규모로는 무리였던 센트럴 아일랜드의 공사 수주를 따기 위해 정부에 파이프가 있는 모리타 노부테루에게 막대한 자금과 아내를 보낸 결과, 모리타와의 사이에서 태어난 것이 아야미이다. 게다가 모리타와 하즈키때문에 일이 없어진 이시자와 요이치의 전 아내가 입원중인 어머니에게 원망의 말을 쏟아부어 그 쇼크로 인해 어머니가 쇠약사 하게 된다. 그 때문에 어머니를 죽게 만든 이시자와를 이용해 하즈키와 모리타를 죽이려는 계획을 세운다.
히카와 케이스케
성우:나리타 켄
무너진 센트럴 아일랜드에 출몰하는 수수께끼의 남자. 그의 직업은 형사이며, 항상 권총을 휴대하고 있다. 실은 이시자와의 딸· 케이코의 전 약혼자이며 아야미의 오빠이기도 하다.
하즈키 아야미의 어머니의 원수를 갚기 위해 이시자와 요이치를 이용해 모리타 노부테루와 하즈키 다이고를 죽이자는 계획을 거절하지 못하고 도와준다. 이시자와 케이고의 약혼자가 되었던 것도 그 계획을 위해 만난 것이지만, 케이코에 대한 진짜 마음은 알 수 없다.
이시자와 요이치
성우:스가와라 쥰이치
지질학자. 딸·케이코가 하즈키 건설의 비서로 일했지만 횡령이 발각되어 자살했다.
일찍이 센트럴 아일랜드의 개발에 종사해 섬의 자질 조사를 실시했던 적이 있다. 센트럴 아일랜드의 잠재된 위험성을 계속 호소했지만 학회에서 추방되었다. 한창 혼란스러운 센트럴 아일랜드에서도 그 붕괴의 위험성을 말한다. 사실은 센트럴 아일랜드의 위험성은 사실로 드러나, 모리타 노부테루와 하즈키 다이고에 의해 학회에서 추방된 것이었다.
딸·케이코가 자살한 진실, 모리타와 하즈키에게 살해당한 것을 알고 복수로 모리타를 살해한 범인이다. 하즈키에게도 복수하려 했으나 하즈키 다이고는 이미 섬을 탈출한 것을 알고, 자신과 같은 마음을 하즈키에게 깨닫게 하기 위해 하즈키 아야미를 살해하려고 한다.
모리타 노부테루
성우:사토 마사하루
여러 계열사를 지닌 〈모리타 그룹〉의 회장. 정·재계에 얼굴이 잘 알려진 인물로, 센트럴 아일랜드 개발의 발기인.
난폭하고 오만하여 강렬하게 등장하지만, 이야기 초반에 모리타 빌딩 사무실에서 죽어있는 것이 발견된다.
센트럴 아일랜드를 건설하려는 섬에 결함이 있어 대도시를 세우는 것은 적합하지 않다는 것을 알았지만 계속 개발했다. 그것을 비서·이시자와 케이코에 들켜 하즈키 다이고와 공모해 이시자와 케이코를 살해하였다.
혼다 료코
성우: 사카 코마츠나
전작(절체절명 도시 2)에 이어 등장. 주간보도의 편집자로 섬의 개발을 독점해 온 모리타 그룹과 하즈키 건설을 취재하기 위해 센트럴 아일랜드에 왔다.
히가 나츠미
성우:타테노 카나코
전작(절체절명 도시 2), 전전 작(절체절명 도시)에 이어 계속 등장. 센트럴 아일랜드의 한 고등학교에 새로 부임해 온 교사. 3에서도 재해에 휘말린다. 계속해서 재난을 겪는 운명을 한탄하면서도, 긍정적으로 사는 사람.교사로서 책임감이 있는 행동을 보이며 폭도에게 납치된 학생들을 구하려고 열심히 노력한다.
주인공의 선택사항에 따라 식료 대신에 정신을 잃은 채로 버리는 것도 가능하고, 그 경우에는 화재로 사망, 또는 행방불명이 되어 버린다.
하즈키 다이고
성우:오가타 켄이치
센트럴 아일랜드의 건설공사를 수주한 하즈키 건설의 사장으로 하즈키 아야미의 아버지.
섬에서 재빨리 탈출, 매스컴이 섬의 결함설에서 비롯된 대지진의 책임 문제를 추궁하자 "불평할 거라면, 섬에 살지 않았으면 됐잖아!" 라고 대답, 그 발언에 이재민들이 분노를 느끼고 폭동을 일으킨다. 그 비난의 화살은 딸·아야미에게 돌아가게 된다.
당시, 하즈키 건설 규모로는 무리였던 센트럴 아일랜드의 건설공사 수주를 따기 위해, 정부에 파이프가 있는 모리타 노부테루에게 막대한 자금과 아내를 보냈다. 그렇기 때문에 아야미는 모리타 노부테루와 전 아내의 사이에서 태어난 아이이므로 진짜 딸은 아니다.
이시자와 케이코
이시자와 요이치의 딸이자 히가와 케이스케의 약혼녀. 하즈키 건설의 비서였으나 횡령한 것을 들켜 자살한다.
사실은 아버지의 사회적 지위를 떨어뜨린 모리타 그룹과 하즈키 건설의 진실을 폭로하기 위해 어머니의 성을 사용하여 모리타 건설에 입사한 것. 입사 후 그 진실을 알게 되지만, 모리타와 하즈키에게 살해당한다.

## 문제점
본 게임이 발매된 뒤 몇가지 문제점이 드러났으며, 게임 진행에 영향을 미치는 치명적인 버그도 존재한다. 이 사항은 공식적으로 인정된 문제점이며 이 외에도 몇가지 버그가 존재한다.
- 수퍼 마고야 버그

게임 속 지역 중 하나로 수퍼 마고야에서 PSP가 정지, 전원이 꺼지는 버그가 있다. 플레이 전에 대처법을 확인해 둘 필요가 있다.
- 절체절명 그립 컴파스

게임 패키지에 절체절명 그립의 컴파스를 게임 중에 입수할 수 있다는 책자가 들어있지만, 실제로 그런 컴파스는 존재하지 않는다. 이는 제작사의 사정으로 중단된 기획이지만 책자 수정을 맞추지 못해 일어난 해프닝이다. 후에 공식 사이트에 사죄의 글이 게재되었다.
- 9번째 엔딩

본작에는 총 9종류의 엔딩이 존재하지만, 9번째 엔딩(도중에 혼자 탈출하는 엔딩)은 엔딩 리스트에 카운트되어 있지 않다.

## 같이 보기
- 절체절명도시
- 절체절명도시 2 얼어붙은 기억들
- 절체절명도시 4 Summer Memories
- 도쿄 매그니튜드 8.0- 본작과 마찬가지로 재해를 테마로 한 애니메이션. 자세한 사항은 공식 사이트 참고.